# Adolf Armbruster
Adolf Armbruster (n. 7 decembrie 1941, Tălmaciu – d. 8 martie 2001, Vălenii de Munte) a fost un istoric sas. A studiat istoria la Universitatea din București (1960–1965), unde l-a avut profesor pe Andrei Oțetea.
Din 1965 și 1980 a fost cercetător științific la Institutul de Istorie „Nicolae Iorga”. A emigrat în Germania de Vest (RFG) la începutul anului 1981. Din 1981 și 1986 a fost cercetător științific la Universitatea din Tübingen.
A murit într-un accident rutier.

## Scrieri
- Romanitatea românilor. Istoria unei idei, Editura Academiei Republicii Socialiste România, București, 1972 (reeditare București, 1992);
- Dacoromano-Saxonica. Cronicari români despre sași. Românii în cronica săsească, Editura Științifică și Enciclopedică, București, 1980;
- Der Donau-Karpaten-Raum in den mittel- und westeuropäischen Quellen des 10.-16. Jahrhunderts, Böhlau Verlag, Köln, 1990;
- Auf den Spuren der eigenen Identität. Ausgewählte Beiträge zur Geschichte und Kultur Rumäniens, Editura Enciclopedică, București, 1991.

## Ediții
- Martin Felmer, Schriften, ediție îngrijită de Adolf Armbruster, Editura Kriterion, București, 1974;
- Johann Filstich, Încercare de istorie românească. Tentamen historiae Vallachicae, studiu introductiv, ediția textului și note de Adolf Armbruster; traducere de Radu Constantinescu, Editura Științifică și Enciclopedică, București, 1979.